# Armée japonaise de garnison de Mongolie
L'armée japonaise de garnison de Mongolie (駐蒙軍, Chūmōgun) est un corps d'armée de l'armée impériale japonaise durant la Seconde Guerre mondiale.

## Histoire
L'armée japonaise de garnison de Mongolie est formée le 27 décembre 1937 comme force de garnison pro-japonaise en Mongolie-intérieure et dans des régions de Chine du Nord. Le 4 juillet 1938, elle passe sous la juridiction administrative de l'armée régionale japonaise de Chine du Nord. En janvier 1939, un groupe de cavalerie (en) est ajouté, composé des 1re (en) et 4e (en) brigades de cavalerie. En décembre 1942, cette-dernière est envoyée à la 12e armée et le reste du groupe de cavalerie est reconverti au sein de la 3e division blindée.
Durant la majeure partie de la seconde guerre sino-japonaise et en raison du pacte de neutralité nippo-soviétique, la Mongolie-intérieure est largement épargnée par les combats, et l'armée japonaise de garnison de Mongolie, avec sa cavalerie d'un autre âge, opère surtout pour assister et entraîner l'armée nationale du Mengjiang et le corps de cavalerie mongol. Elle est ainsi peu préparée à l'importante invasion soviétique de la Mandchourie à la fin de la Seconde Guerre mondiale. L'armée est officiellement dissoute le 27 juillet 1946. Beaucoup de membres survivants sont alors prisonniers en Union soviétique.

## Commandants

### Officiers
|   | Nom                                | De                | À                 |
| - | ---------------------------------- | ----------------- | ----------------- |
| 1 | Général Shigeru Hasunuma           | 28 décembre 1937  | 31 août 1939      |
| 2 | Maréchal Hajime Sugiyama           | 31 août 1939      | 12 septembre 1939 |
| 3 | Général Noasaburo Okabe            | 12 septembre 1939 | 29 septembre 1940 |
| 4 | Général Masataka Yamawaki          | 29 septembre 1940 | 20 janvier 1941   |
| 5 | Général Shigetaro Amakasu          | 20 janvier 1941   | 2 mars 1942       |
| 6 | Lieutenant-général Ichiro Shichida | 2 mars 1942       | 28 mai 1943       |
| 7 | Lieutenant-général Yoshio Kozuki   | 28 mai 1943       | 22 novembre 1944  |
| 8 | Lieutenant-général Hiroshi Nemoto  | 22 novembre 1944  | 19 août 1945      |

### Chef d'état-major
|   | Nom                                  | De                | À                 |
| - | ------------------------------------ | ----------------- | ----------------- |
| 1 | Colonel Tora Ishimoto                | 28 décembre 1937  | 13 janvier 1939   |
| 2 | Général Shinichi Tanaka              | 12 février 1939   | 1er août 1940     |
| 3 | Lieutenant-général Shigeru Takahashi | 1er août 1940     | 21 octobre 1941   |
| 4 | Lieutenant-général Toyojiro Inamura  | 21 octobre 1941   | 1er décembre 1942 |
| 5 | Lieutenant-général Masao Yano        | 1er décembre 1942 | 26 octobre 1944   |
| 6 | Major-général Ryozu Nakagawa         | 26 octobre 1944   | 19 août 1945      |